# Frédéric Bélier-Garcia
 (décembre 2014).
Si vous disposez d'ouvrages ou d'articles de référence ou si vous connaissez des sites web de qualité traitant du thème abordé ici, merci de compléter l'article en donnant les références utiles à sa vérifiabilité et en les liant à la section « Notes et références ».
Pour les articles homonymes, voir Frédéric García (homonymie), Bélier (homonymie) et García.
Frédéric Bélier dit Frédéric Bélier-Garcia (né le 10 septembre 1965 à Nice) est un metteur en scène français de théâtre, d'opéra également scénariste pour le cinéma. 

## Biographie
Frédéric Bélier-Garcia est le fils de la comédienne Nicole Garcia et perd son père, acteur, à l'âge de deux ans. Il est brièvement professeur de philosophie et maître-assistant à l'université de Chicago et revient enseigner en France à Saint-Brieuc puis abandonne le professorat à 29 ans. Il se tourne alors vers le théâtre et devient metteur en scène en 1999. 
Le 1er janvier 2007, il succède à Claude Yersin à la direction du centre dramatique national des Pays de la Loire à Angers, le Nouveau théâtre d'Angers (le NTA). Le 5 décembre 2014, il est nommé directeur de l'établissement public de coopération culturelle Le Quai à Angers, fonction qu'il occupe officiellement du 1er janvier 2015 au 1er janvier 2020. 
Le 1er janvier 2024, il est nommé à la Direction de la Commune, CDN d'Aubervilliers, en remplacement de Marie-José Malis. 

## Théâtre
- 1998 : Le Mental de l’équipe d'Emmanuel Bourdieu et Frédéric Bélier-Garcia, Théâtre de la Tempête
- 1999 : Biographie : un jeu de Max Frisch, Théâtre de Nice, Théâtre de l'Aquarium, Théâtre de la Commune Théâtre de la Criée en 2000
- 1999 : Mange ta viande, Théâtre de la Tempête
- 2000 : Un garçon impossible de Petter S. Rosenlund, Studio-Théâtre de la Comédie-Française
- 2001 : L'Homme du hasard de Yasmina Reza, Théâtre de l'Atelier
- 2001 : Un message pour les cœurs brisés de Gregory Motton, Théâtre de la Tempête
- 2002 : Hilda de Marie NDiaye, Théâtre de l'Atelier
- 2002 : Une nuit arabe de Roland Schimmelpfennig, Théâtre du Rond-Point
- 2002 : Les Contemplations de Victor Hugo, Comédie des Champs-Élysées
- 2003 : Et la nuit chante de Jon Fosse, Théâtre du Rond-Point
- 2004 : La Ronde d’Arthur Schnitzler, Théâtre La Criée
- 2005 : La Chèvre, ou Qui est Sylvia ? d'Edward Albee, Théâtre de la Madeleine
- 2006 : Dans la luge d'Arthur Schopenhauer de Yasmina Reza, Théâtre Ouvert
- 2007 : Le Mental de l’équipe d'Emmanuel Bourdieu et Frédéric Bélier-Garcia, mise en scène Denis Podalydès et Frédéric Bélier-Garcia, Théâtre du Rond-Point
- 2007 : La Cruche cassée d'Heinrich von Kleist, Nouveau théâtre d'Angers, Théâtre La Criée, Théâtre de l'Union, Théâtre de la Commune, Le Grand T Nantes
- 2008 : Yaacobi et Leidental d'Hanoch Levin, Nouveau théâtre d'Angers
- 2009 : Liliom ou La Vie et la mort d’un vaurien de Ferenc Molnár,  Nouveau théâtre d'Angers, Théâtre des Treize Vents, Nouveau Théâtre de Montreuil
- 2010 : Yaacobi et Leidental d'Hanoch Levin, Nouveau théâtre d'Angers, Théâtre du Rond-Point, Théâtre des Célestins, Théâtre La Criée, Le Grand T Nantes
- 2010 : Yakich et Poupatchée d'Hanoch Levin, Nouveau théâtre d'Angers, Théâtre du Nord, Nouveau Théâtre de Montreuil, Théâtre La Criée
- 2011 : La Princesse transformée en steak-frites de Christian Oster, Nouveau théâtre d'Angers, Théâtre du Rond-Point, Théâtre La Criée
- 2012-2013 : La Mouette d'Anton Tchekhov, Nouveau théâtre d'Angers, Théâtre des Célestins, tournée
- 2013 : Perplexe de Marius von Mayenburg, Nouveau théâtre d'Angers, Théâtre du Rond-Point
- 2014 : Trahisons de Harold Pinter, Théâtre du Vieux-Colombier
- 2015 : Les Caprices de Marianne de Musset, Nouveau Théâtre d'Angers
- 2016 : Chat en Poche de Feydeau, Le Quai CDN Angers
- 2017 : Honneur à notre élue de Marie NDiaye, Théâtre du Rond-Point
- 2019 : Retours de Fredrik Brattberg, Théâtre du Rond-Point
- 2020 : Détails de Lars Noren, théâtre du Rond-Point
- 2022 : Biographie : un jeu de Max Frisch, Théâtre du Rond-Point

## Opéra
- 2003 : Verlaine Paul de Georges Bœuf et Franck Venaille, Théâtre La Criée
- 2005 : Don Giovanni de Mozart, Opéra de Marseille
- 2007 : Lucia di Lammermoor de Gaetano Donizetti, Opéra de Marseille
- 2009 : La Traviata de Giuseppe Verdi, Direction musicale Myung-Whun Chung, Chorégies d'Orange
- 2010 : Le Barbier de Séville de Gioachino Rossini, Angers-Nantes Opéra
- 2016 : Macbeth de Verdi, Opéra de Marseille

## Cinéma

### Comme scénariste et/ou co-scénariste
- 2002 : L'Adversaire de Nicole Garcia
- 2006 : Selon Charlie de Nicole Garcia
- 2010 : Un balcon sur la mer de Nicole Garcia

## Directeur de théâtre
Le 1er janvier 2007, Frédéric Bélier-Garcia devient directeur du Nouveau théâtre d'Angers. 
Le 5 décembre 2014, il est nommé directeur de l'établissement public de coopération culturelle Le Quai au 1er janvier 2015, espace culturel se situant à Angers.

## Récompenses et distinctions
- 2002 : Prix du Syndicat de la critique : meilleure création d'une pièce en langue française pour Hilda de Marie NDiaye